# توتانوتا
توتانوتا هو تطبيق بريد إلكتروني مشفر من طرف إلى طرف وخدمة بريد إلكتروني آمنة مجانية. خالية من الإعلانات؛ تعتمد في تمويلها على التبرعات والاشتراكات المميزة (المدفوعة). منذ مارس 2017، ادعى مالكو توتانوتا بأن لديهم أكثر من 2 مليون مستخدم للخدمة.

## التاريخ
توتانوتا كلمة مشتقة من اللاتينية من الكلمتين " توتا " و " نوتا " التي تعني "رسالة آمنة". تأسست Tutao GmbH في عام 2011 في هانوفر، ألمانيا.
هدف مطوري توتانوتا هو الحفاظ على خصوصية البريد الإلكتروني. اكتسبت رؤيتهم أهمية أكبر، عندما كشف إدوارد سنودن عن برامج المراقبة الجماعية التابعة لوكالة الأمن القومي مثل XKeyscore في يوليو 2013.  
منذ عام 2014، أصبح البرنامج مفتوح المصدر ويمكن تطويره على GitHub .
في أغسطس 2018 ، أصبحت توتانوتا أول مزود خدمة بريد إلكتروني يطلق تطبيقه على F-Droid ، مما أدى إلى إزالة كل الاعتماد على كود الملكية. كان هذا جزءًا من إعادة تصميم كاملة للتطبيق، والتي أزلت الاعتماد على GCM للإشعارات عن طريق استبدالها بـ SSE . مكّن التطبيق الجديد أيضًا البحث ، 2FA وحصل على واجهة مستخدم جديدة معدلة.

## التشفير
يقدم توتانوتا تشفيرًا شاملاً لرسائل البريد الإلكتروني المرسلة من مستخدم توتانوتا إلى آخر. يقوم توتانوتا أيضًا بتشفير جميع رسائل البريد الإلكتروني وجهات الاتصال المخزنة في خوادمهم ،   "باستثناء عناوين البريد الإلكتروني للمستخدمين وكذلك مرسلي ومستلمي رسائل البريد الإلكتروني"  "تاريخ إرسال أو استلام البريد الإلكتروني". يتم إرسال رسائل البريد الإلكتروني غير المشفرة، ويتم تشفيرها فقط بين مستخدم توتانوتا وخوادم توتانوتا، ثم يتم إرسالها دون تشفير إلى المستخدم الوجهة.
يستخدم توتانوتا طريقة معيارية مختلطة تتكون من خوارزمية متناظرة وغير متناظرة - AES بطول 128 بت و RSA مع 2048 بت. إلى المستلمين الخارجيين الذين لا يستخدمون توتانوتا، يتم إرسال إشعار مع ارتباط إلى حساب توتانوتا مؤقت. بعد إدخال كلمة مرور متبادلة مسبقًا، يمكن للمستلم قراءة الرسالة والرد عليها مشفرة من طرف إلى طرف.

## الرقابة
حُظر توتانوتا في مصر منذ أكتوبر 2019 ، وحُظر أيضًا في روسيا منذ فبراير 2020 لأسباب غير معروفة (على الرغم من أنه يعتقد أنه مرتبط بالإجراءات الأخيرة ضد الخدمات العاملة خارج البلاد، خاصة تلك التي تتضمن اتصالات مشفرة).

## روابط خارجية
- الموقع الرسمي